# Gersdorf an der Feistritz
Gersdorf an der Feistritz är en ort och kommun i distriktet Weiz i förbundslandet Steiermark i Österrike.
Kommunen består av fem orter (Ortschaften) (inom parentes invånarantal 1 januari 2024):
- Gersdorf an der Feistritz (590)
- Gschmaier (450)
- Hartensdorf (225)
- Oberrettenbach (273)
- Rothgmos (217)

Kommunen fick sin nuvarande form den 1 januari 2015 genom en sammanslagning av kommunerna Gersdorf an der Feistritz och Oberrettenbach.